# Poenari (okręg Giurgiu)
Poenari – wieś w Rumunii, w okręgu Giurgiu, w gminie Ulmi. W 2011 roku liczyła 1024 mieszkańców.